# Collegio di New Forest East
New Forest East è un collegio elettorale inglese situato nell'Hampshire rappresentato alla camera dei Comuni del parlamento del Regno Unito. Elegge un membro del parlamento con il sistema maggioritario a turno unico; l'attuale parlamentare è Julian Murray Lewis, eletto con il Partito Conservatore nel 1997.

## Profilo
Il collegio copre la parte orientale di New Forest in Hampshire, inclusi i villaggi della foresta centrale di Lyndhurst, Brockenhurst e Beaulieu, oltre agli insediamenti del Southampton Water (Totton, Marchwood, Hythe e Fawley).
Per tutte le aree, l'autorità locale presenta una proporzione di pensionati superiore alla media, e un tasso di edilizia sociale e case in affitto inferiore alla media nazionale. Le abitazioni sono per lo più indipendenti.

## Confini
- 1997-2010: i ward del distretto di New Forest di Blackfield and Langley, Boldre, Brockenhurst, Colbury, Copythorne South, Dibden and Hythe North, Dibden Purlieu, Fawley Holbury, Forest North, Forest South, Hythe South, Lyndhurst, Marchwood, Netley Marsh, Totton Central, Totton North e Totton South.
- 2010-2024: i ward del distretto di New Forest di Ashurst, Copythorne South and Netley Marsh, Boldre and Sway, Bramshaw, Copythorne North and Minstead, Brockenhurst and Forest South East, Butts Ash and Dibden Purlieu, Dibden and Hythe East, Fawley, Blackfield and Langley, Furzedown and Hardley, Holbury and North Blackfield, Hythe West and Langdown, Lyndhurst, Marchwood, Totton Central, Totton East, Totton North, Totton South e Totton West.
- dal 2024: i ward del distretto di New Forest di Ashurst, Bramshaw, Copythorne and Netley Marsh, Brockenhurst and Denny Lodge, Dibden and Dibden Purlieu, Fawley, Blackfield, Calshot and Langley, Forest & Solent, Hardley, Holbury and North Blackfield, Hythe Central, Hythe South, Lyndhurst and Minstead, Marchwood and Eling, Sway, Totton Central, Totton North e Totton South.

## Membri del parlamento
| Elezione | Elezione | Deputato            | Partito      |
| -------- | -------- | ------------------- | ------------ |
|          | 1997     | Julian Murray Lewis | Conservatore |
|          | Lug 2020 | Julian Murray Lewis | Indipendente |
|          | Dic 2020 | Julian Murray Lewis | Conservatore |

## Elezioni

### Elezioni negli anni 2020
| Partito                    | Partito                                   | Candidato                  | Risultati 4 luglio 2024 | Risultati 4 luglio 2024 |
| Partito                    | Partito                                   | Candidato                  | Voti                    | %                       |
| -------------------------- | ----------------------------------------- | -------------------------- | ----------------------- | ----------------------- |
|                            | Conservatore                              | Julian Lewis               | 17 412                  | 38,50                   |
|                            | Laburista                                 | Sasjkia Otto               | 8 917                   | 19,71                   |
|                            | Reform UK                                 | Roy Swales                 | 7 646                   | 16,90                   |
|                            | Lib Dem                                   | Caroline Rackham           | 7 198                   | 15,91                   |
|                            | Verde                                     | Simon King                 | 3 118                   | 6,89                    |
|                            | Monster Raving Loony                      | Mad Hatter                 | 529                     | 1,17                    |
|                            | Animal Welfare                            | Andrew Knight              | 410                     | 0,91                    |
|                            |                                           |                            |                         |                         |
| Iscritti                   | Iscritti                                  | Iscritti                   | 70 618                  | 100,00                  |
| ↳ Votanti (% su iscritti)  | ↳ Votanti (% su iscritti)                 | ↳ Votanti (% su iscritti)  | 45 376                  | 64,26                   |
| ↳ Astenuti (% su iscritti) | ↳ Astenuti (% su iscritti)                | ↳ Astenuti (% su iscritti) | 25 242                  | 35,74                   |
|                            |                                           |                            |                         |                         |
|                            | Esito: collegio confermato a Conservatore |                            |                         |                         |

### Elezioni negli anni 2010
| Partito                    | Partito                                   | Candidato                  | Risultati 12 dicembre 2019 | Risultati 12 dicembre 2019 |
| Partito                    | Partito                                   | Candidato                  | Voti                       | %                          |
| -------------------------- | ----------------------------------------- | -------------------------- | -------------------------- | -------------------------- |
|                            | Conservatore                              | Julian Lewis               | 32 769                     | 64,52                      |
|                            | Laburista                                 | Julie Hope                 | 7 518                      | 14,80                      |
|                            | Lib Dem                                   | Bob Johnston               | 7 390                      | 14,55                      |
|                            | Verdi                                     | Nicola Jolly               | 2 434                      | 4,79                       |
|                            | Animal Welfare                            | Andrew Knight              | 675                        | 1,33                       |
|                            |                                           |                            |                            |                            |
| Iscritti                   | Iscritti                                  | Iscritti                   | 73 552                     | 100,00                     |
| ↳ Votanti (% su iscritti)  | ↳ Votanti (% su iscritti)                 | ↳ Votanti (% su iscritti)  | 50 786                     | 69,05                      |
| ↳ Astenuti (% su iscritti) | ↳ Astenuti (% su iscritti)                | ↳ Astenuti (% su iscritti) | 22 766                     | 30,95                      |
|                            |                                           |                            |                            |                            |
|                            | Esito: collegio confermato a Conservatore |                            |                            |                            |

| Partito                    | Partito                                   | Candidato                  | Risultati 8 giugno 2017 | Risultati 8 giugno 2017 |
| Partito                    | Partito                                   | Candidato                  | Voti                    | %                       |
| -------------------------- | ----------------------------------------- | -------------------------- | ----------------------- | ----------------------- |
|                            | Conservatore                              | Julian Lewis               | 32 162                  | 62,61                   |
|                            | Laburista                                 | Julie Renyard              | 10 167                  | 19,79                   |
|                            | Lib Dem                                   | David Harrison             | 7 786                   | 15,16                   |
|                            | Verdi                                     | Henry Mellor               | 1 251                   | 2,44                    |
|                            |                                           |                            |                         |                         |
| Iscritti                   | Iscritti                                  | Iscritti                   | 71 941                  | 100,00                  |
| ↳ Votanti (% su iscritti)  | ↳ Votanti (% su iscritti)                 | ↳ Votanti (% su iscritti)  | 51 366                  | 71,40                   |
| ↳ Astenuti (% su iscritti) | ↳ Astenuti (% su iscritti)                | ↳ Astenuti (% su iscritti) | 20 575                  | 28,60                   |
|                            |                                           |                            |                         |                         |
|                            | Esito: collegio confermato a Conservatore |                            |                         |                         |

| Partito                    | Partito                                   | Candidato                  | Risultati 7 maggio 2015 | Risultati 7 maggio 2015 |
| Partito                    | Partito                                   | Candidato                  | Voti                    | %                       |
| -------------------------- | ----------------------------------------- | -------------------------- | ----------------------- | ----------------------- |
|                            | Conservatore                              | Julian Lewis               | 27 819                  | 56,26                   |
|                            | UKIP                                      | Roy Swales                 | 8 657                   | 17,51                   |
|                            | Laburista                                 | Andrew Pope                | 6 018                   | 12,17                   |
|                            | Lib Dem                                   | Bruce Tennent              | 4 626                   | 9,36                    |
|                            | Verdi                                     | Sally May                  | 2 327                   | 4,71                    |
|                            |                                           |                            |                         |                         |
| Iscritti                   | Iscritti                                  | Iscritti                   | 72 716                  | 100,00                  |
| ↳ Votanti (% su iscritti)  | ↳ Votanti (% su iscritti)                 | ↳ Votanti (% su iscritti)  | 49 447                  | 68,00                   |
| ↳ Astenuti (% su iscritti) | ↳ Astenuti (% su iscritti)                | ↳ Astenuti (% su iscritti) | 23 269                  | 32,00                   |
|                            |                                           |                            |                         |                         |
|                            | Esito: collegio confermato a Conservatore |                            |                         |                         |

| Partito                    | Partito                                   | Candidato                  | Risultati 6 maggio 2010 | Risultati 6 maggio 2010 |
| Partito                    | Partito                                   | Candidato                  | Voti                    | %                       |
| -------------------------- | ----------------------------------------- | -------------------------- | ----------------------- | ----------------------- |
|                            | Conservatore                              | Julian Lewis               | 26 443                  | 52,85                   |
|                            | Laburista                                 | Terry G. Scriven           | 15 136                  | 30,25                   |
|                            | Lib Dem                                   | Peter W.J. Sopowski        | 4 915                   | 9,82                    |
|                            | UKIP                                      | Peter A. Day               | 2 518                   | 5,03                    |
|                            | Verdi                                     | Beverley J. Golden         | 1 024                   | 2,05                    |
|                            |                                           |                            |                         |                         |
| Iscritti                   | Iscritti                                  | Iscritti                   | 72 832                  | 100,00                  |
| ↳ Votanti (% su iscritti)  | ↳ Votanti (% su iscritti)                 | ↳ Votanti (% su iscritti)  | 50 036                  | 68,70                   |
| ↳ Astenuti (% su iscritti) | ↳ Astenuti (% su iscritti)                | ↳ Astenuti (% su iscritti) | 22 796                  | 31,30                   |
|                            |                                           |                            |                         |                         |
|                            | Esito: collegio confermato a Conservatore |                            |                         |                         |

### Elezioni negli anni 2000
| Partito                    | Partito                                   | Candidato                  | Risultati 5 maggio 2005 | Risultati 5 maggio 2005 |
| Partito                    | Partito                                   | Candidato                  | Voti                    | %                       |
| -------------------------- | ----------------------------------------- | -------------------------- | ----------------------- | ----------------------- |
|                            | Conservatore                              | Julian Lewis               | 21 975                  | 48,58                   |
|                            | Lib Dem                                   | Brian Dash                 | 15 424                  | 34,10                   |
|                            | Laburista                                 | Stephen Roberts            | 5 492                   | 12,14                   |
|                            | UKIP                                      | Katy Davies                | 2 344                   | 5,18                    |
|                            |                                           |                            |                         |                         |
| Iscritti                   | Iscritti                                  | Iscritti                   | 68 641                  | 100,00                  |
| ↳ Votanti (% su iscritti)  | ↳ Votanti (% su iscritti)                 | ↳ Votanti (% su iscritti)  | 45 235                  | 65,90                   |
| ↳ Astenuti (% su iscritti) | ↳ Astenuti (% su iscritti)                | ↳ Astenuti (% su iscritti) | 23 406                  | 34,10                   |
|                            |                                           |                            |                         |                         |
|                            | Esito: collegio confermato a Conservatore |                            |                         |                         |

| Partito                    | Partito                                   | Candidato                  | Risultati 7 giugno 2001 | Risultati 7 giugno 2001 |
| Partito                    | Partito                                   | Candidato                  | Voti                    | %                       |
| -------------------------- | ----------------------------------------- | -------------------------- | ----------------------- | ----------------------- |
|                            | Conservatore                              | Julian Lewis               | 17 902                  | 42,44                   |
|                            | Lib Dem                                   | Brian Dash                 | 14 073                  | 33,37                   |
|                            | Laburista                                 | Alan Goodfellow            | 9 141                   | 21,67                   |
|                            | UKIP                                      | William Howe               | 1 062                   | 2,52                    |
|                            |                                           |                            |                         |                         |
| Iscritti                   | Iscritti                                  | Iscritti                   | 66 737                  | 100,00                  |
| ↳ Votanti (% su iscritti)  | ↳ Votanti (% su iscritti)                 | ↳ Votanti (% su iscritti)  | 42 178                  | 63,20                   |
| ↳ Astenuti (% su iscritti) | ↳ Astenuti (% su iscritti)                | ↳ Astenuti (% su iscritti) | 24 559                  | 36,80                   |
|                            |                                           |                            |                         |                         |
|                            | Esito: collegio confermato a Conservatore |                            |                         |                         |

## Risultati dei referendum

### Referendum sulla permanenza del Regno Unito nell'Unione europea del 2016
|             | Collegio        | Lasciare UE % | Rimanere in UE % |
| ----------- | --------------- | ------------- | ---------------- |
|             | New Forest East | 59,5%         | 40,5%            |
| Inghilterra | 53,3%           | 46,7%         |                  |
| Regno Unito | 51,9%           | 48,1%         |                  |